# 井野優
井野 優（いの まさる、1991年10月12日 - ）は、日本の男性声優。群馬県出身。パワー・ライズ所属。

## 略歴
私立樹徳高等学校出身。アミューズメントメディア総合学院卒業後に青二プロダクションに所属。
2017年5月5日付けでパワー・ライズへ移籍。

## 人物
趣味にはバスケットボール、トレーディングカードゲーム、燻製作りをそれぞれ挙げている。
声優を目指したきっかけは高校生の頃に友人の影響でアニメを見るようになり、そこから声優に興味を持ったことから。

## 出演
太字はメインキャラクター。

### テレビアニメ
2012年
- 探検ドリランド（仲間）

2013年
- 魔界王子 devils and realist（下級生D）
- 聖闘士星矢Ω（パラサイト、サターン兵）

2014年
- ドラゴンボール改（強盗）
- ONE PIECE（剣闘士、部下）
- モモキュンソード（鬼ア）
- オレカバトル（魔法騎士マジカ）
- ディスク・ウォーズ:アベンジャーズ（計測係）

2015年
- ワールドトリガー（2015年 - 2021年、巴虎太郎） - 2シリーズ
- アクエリオンロゴス（オペレーターB、青年、客C、取り巻き、特殊部隊員B）

2022年
- フットサルボーイズ!!!!!（観客2）

2025年
- 戦隊大失格（市民）

### 劇場アニメ
- ONE PIECE FILM Z（2012年）
- ドラゴンボールZ 復活の「F」（2015年）

### Webアニメ
- 美少女戦士セーラームーンCrystal（2015年、男子生徒）

### ゲーム
2013年
- エスカ&ロジーのアトリエ 〜黄昏の空の錬金術士〜（常連客）
- ワンピース 海賊無双2（村人1）
- マブラヴ オルタネイティヴ トータル・イクリプス
- モンスター烈伝 オレカバトル（2013年 - 2015年、マジカ）

2015年
- 英雄伝説 空の軌跡 FC Evolution
- 重装機兵レイノス（ジョージ中尉、ライアン）

2017年
- 信長の野望・大志（森蘭丸、プレイヤーボイス）

2018年
- ラスト・エリュシオン（ルミーエ）
- でみめん（シンハー）
- スカイフォート・プリンセス（ロキ、おひつじ座）

2019年
- ソフィアコネクタ（氷の王子フロド）
- ソウルアーク（趙天君、丁得孫、董天君）

2020年
- ステラアルカナ～愛の光と運命の絆

2021年
- モンスターストライク（ダミア）
- ゲートオブナイトメア

2024年
- 八剱伝Switch版（里巳義弘）

### ドラマCD
- まほうつかいの箱 スターリット・マーマレード（男子生徒）
- 蒼き雷霆 ガンヴォルト（2015年、部下A[16]）

### ラジオドラマ
- 青山二丁目劇場
  - お菊の皿（タカシ[17]）
  - 愛の妙薬（新之助[18]）

### 吹き替え
- カンフー・パンダ3（ミー）

### ラジオ
- VIRTUAL ADVENTURE 2（ - 2014年、NACK5）[19]

### テレビ番組
- 声龍門（2015年、TOKYO MX）

### その他コンテンツ
- 酒男子チャンネル（2021年-、トライツ[20]）